# Adolf Lischka
Adolf Lischka (16. února 1897 Vrchovany – 13. května 1945) byl československý politik německé národnosti a meziválečný poslanec Národního shromáždění za Sudetoněmeckou stranu.

## Biografie
Profesí byl zemědělským učitelem. Podle údajů z roku 1935 bydlel v Litoměřicích.
V parlamentních volbách v roce 1935 se stal poslancem Národního shromáždění. Poslanecké křeslo ztratil na podzim 1938 v souvislosti se změnami hranic Československa.